# Mellow (album)
Mellow is het tweede studioalbum van de Noorse popzangeres Maria Mena.
Het album is alleen uitgebracht in Noorwegen. Het kwam uit op 28 juli 2004. Ondanks dat veel songs van dit album zijn heruitgebracht op het album White Turns Blue - US editie, is dit album toch zeldzamer, omdat het songs bevat die niet op Another Phase (de voorganger) en White Turns Blue staan.
De cover van Mellow is ook gebruikt voor de tweede uitgave van White Turns Blue.
Van het album is het nummer You're The Only One als single uitgebracht.

## Tracklist
1. What's Another Day
2. Just A Little Bit
3. You're The Only One
4. Come In Over Me
5. Patience
6. Take You With Me
7. Shadow
8. Lose Control
9. So Sweet (met Thomas Dybdahl)
10. Your Glasses
11. Sorry
12. A Few Small Bruises